# Доріан Левек
Доріан Левек (фр. Dorian Lévêque, нар. 22 листопада 1989, Ансі) — французький футболіст, захисник клубу «Рюмії-Вальє».

## Ігрова кар'єра
Вихованець футбольного клубу «Ансі», з якого 2006 року перейшов в академію «Булоні». 
З 2008 року став виступати за дубль в нижчих дивізіонах Франції. Своєю грою за цю команду привернув увагу представників тренерського штабу основної команди, до складу якої приєднався 2009 року. Відіграв за команду з Булонь-сюр-Мер наступний сезон своєї ігрової кар'єри, проте закріпитись не зумів, провівши за рік лише 6 матчів в Лізі 1 і два в національному кубку.
В червні 2010 року підписав дворічний контракт з клубом третього французького дивізіону «Генгамом». Там Левек відразу став основним гравцем і допоміг команді зайняти третє місце і повернутись в Лігу 2, де команда провела два сезони, після чого за підсумками сезону 2012/13 вийшла в Лігу 1. Щоправда сам гравець пропустив більшу частину сезону через травму. В елітному дивізіоні Левек продовжив часто виходити в основі команди, яка змогла зберегти прописку, а також виграла Кубок Франції 2014 року. Всього за сім років встиг відіграти за команду з Генгама 136 матчів в національному чемпіонаті.
19 червня 2017 року підписав трирічний контракт з грецьким ПАОКом.

## Досягнення
- Володар Кубка Франції (1):

«Генгам»: 2013/14